# Dellenbanans vänner

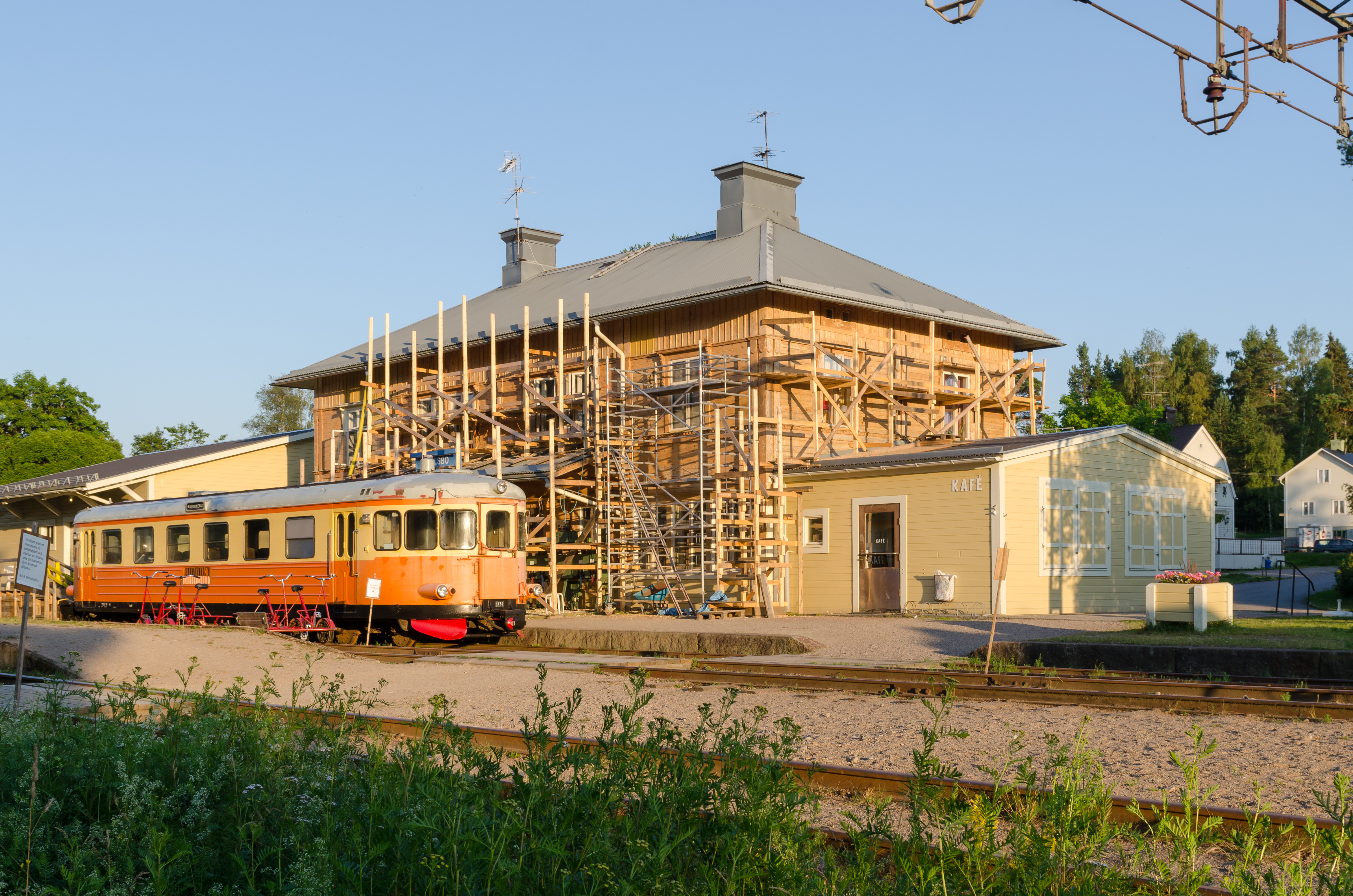
Delsbo station med motorvagnståget Y8 i förgrunden som används för trafiken på sommaren.

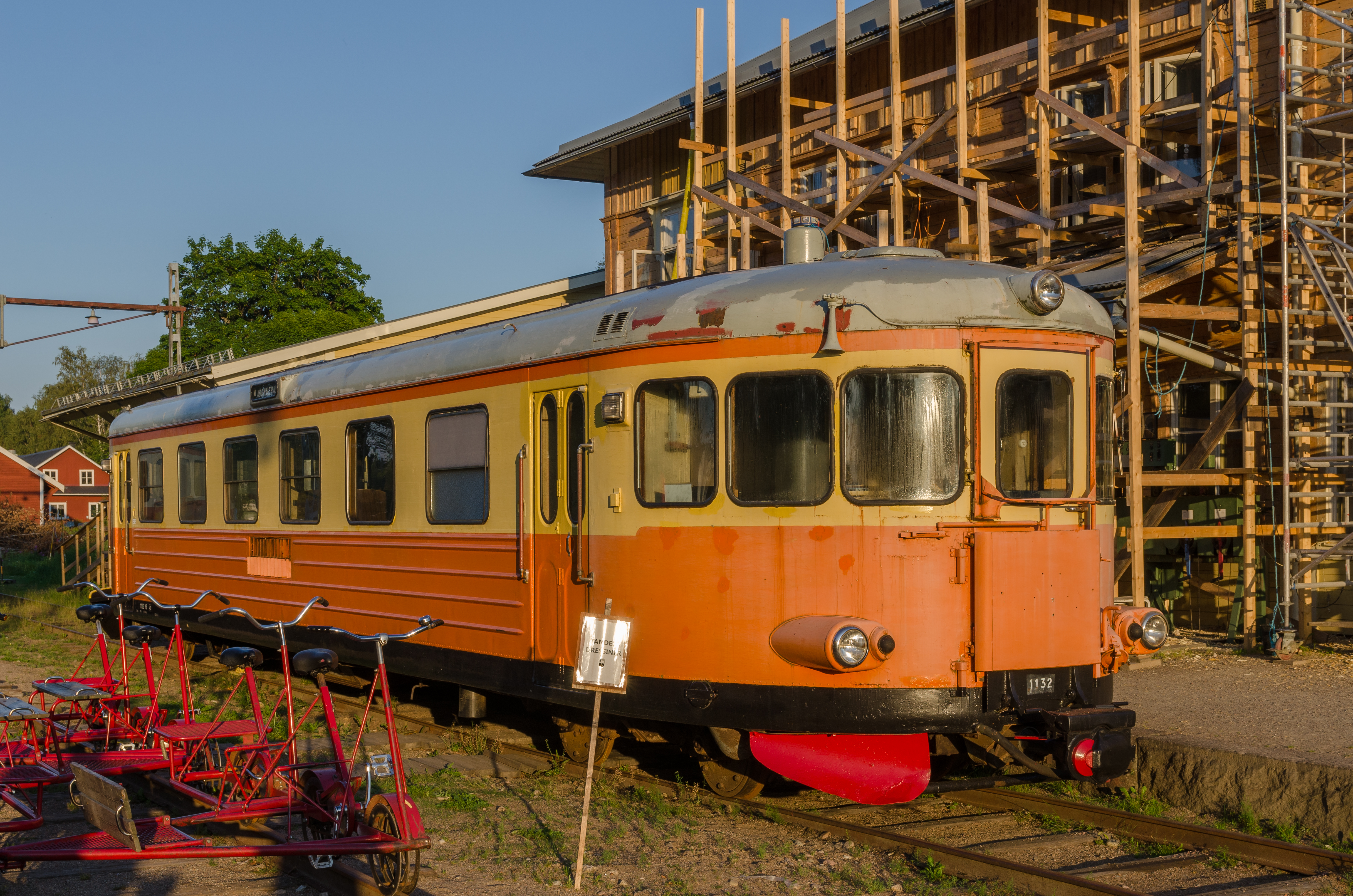
Y8:an med några av dressinerna som föreningen hyr ut vid Delsbo station.

Dellenbanans vänner är en förening som verkar för att järnvägen Dellenbanan mellan Hudiksvall och Ljusdal ska rustas och åter trafikeras. Föreningen bildades i december 1984 sedan regeringen gett Statens Järnvägar (SJ) tillstånd att lägga ner persontrafiken på banan. I januari 1985 gick Statens Järnvägars sista reguljära persontåg.
Föreningens målsättning var att åstadkomma en ”levande och bärkraftig järnväg” med modern gods- och persontrafik. Syftet från början var alltså inte att skapa en museijärnväg. Man arbetade trafikpolitiskt på olika sätt och försökte bl.a. lansera banan som en ”försöksjärnväg”. Tanken var att ta fram och pröva nya tekniska och organisatoriska lösningar, anpassade för en mindre landsbygdsjärnväg.
Parallellt med det trafikpolitiska arbetet började man också bedriva egen trafik på banan, för att rent faktiskt hålla den vid liv, och även för att i någon mån börja testa sina idéer för järnvägens utveckling. Föreningen köpte därför ett par äldre motorvagnståg (littera X7) som man körde med i turist- och chartertrafik under 1985 och 1986.
Hösten 1986 försvann även godstrafiken. Därmed upphörde banunderhållet och 1987 stängde Statens Järnvägar (SJ) banan för all trafik. Dellenbanans vänner ville dock fira banans 100-årsjubileum 1988 och lät därför på egen bekostnad rusta upp den. 1 juli 1988 återöppnades banan, och jubileumsfirandet kunde genomföras med bl.a. ett inhyrt "Pågatåg" från Skåne.
1989 stängdes Dellenbanan åter för all trafik, denna gång av det nybildade Banverket, och på 90-talet las banan även ner formellt. Föreningen fortsatte att arbeta för att banan åter skulle trafikeras med regionaltåg och/eller virkestransporter, men fick mycket litet stöd från berörda myndigheter.
1998 lät Länsmuseet göra en industri- och kulturhistorisk inventering av banan. Den visade att Dellenbanan hade stora kulturhistoriska värden som en av få kvarvarande elektrifierade järnvägar med en i stort sett intakt 1950-talskaraktär. Riksantikvarieämbetet bedömde den som riksintressant och föreslog att den skulle byggnadsminnesförklaras. Detta ledde till att föreningen skiftade fokus, och började arbeta för att förverkliga idén om en elektrifierad museijärnväg. Ämbetets förslag fick dock inget gehör hos Banverket.
Vännerna började nu istället bygga upp en dressinuthyrningsverksamhet, som idag är föreningens huvudsakliga verksamhet och inkomstkälla. Man tog också saken i egna händer och med stöd från bl.a. Länsstyrelsen rustade man upp en mindre del av järnvägen, de 4 kilometrarna mellan Delsbo och Fredriksfors, till museibana. Denna invigdes sommaren 2006 av Riksdagens dåvarande talman Björn von Sydow.
Föreningen har idag ett nyttjanderättsavtal med Banverket för banan och är via sitt dotterbolag Dellenbanan AB infrastrukturförvaltare för den. Fordonsparken består av motorvagnar littera X7, X17 och Y8. Man ägde tidigare ett motorvagnssätt littera X5. X5:an, som f.ö. var Sveriges första snabbtåg, stod i Örnsköldsvik i väntan på ett renoveringsprojekt i samarbete med Örnsköldsviks Järnvägssällskap men skrotades för en del år sedan. Den dieseldrivna Y8:an var det enda rälsbusståget i drift och användes sommartid för museitrafiken.